# 李诗斌
李诗斌（英文名：Wind Lee，1988年9月2日—），马来西亚主持人，兼wellous品牌总监及品牌董事。曾主持《翻滚GO好玩ss3》《疯狂之旅》《终极天王追踪记》。在2012年加入《八八六十事》主持。

## 节目作品
- 《翻滚GO好玩ss3》
- 《疯狂之旅》
- 《终极天王追踪记》
- 《八八六十事》

## 电视短剧
- 2017年新年短剧《小舞狮》

## 专辑作品
- 《IDOL》 谢承伟&李诗斌 （2016）